# Жуковский, Сильвестр Константинович
Сильвестр Константинович Жуковский (Сильвестрас Жукаускас, лит. Silvestras Žukauskas; 31 декабря 1860 [12 января 1861], фольварк Давайнишек, Шавельский уезд, Ковенская губерния — 26 ноября 1937, Каунас) — генерал-майор Русской императорской армии, генерал армии Литвы.
Считается создателем армии независимой Литвы.

## Биография
Происходил из дворян Ковенской губернии, родился в фольварке Давайнишек Пакройской волости Шавельского уезда. Образование получил в Мариампольской гимназии, после чего в 1881 году поступил в Виленское пехотное юнкерское училище, из которого был выпущен подпрапорщиком в 112-й пехотный Уральский полк. В 1887 году произведён в подпоручики. Служил в 176-м пехотном Переволоченском полку, где последовательно повышался в чинах и командовал ротой и батальоном. В 1908 году произведён в подполковники и назначен командиром батальона в 131-й пехотный Тираспольский полк, в 1911 году получил чин полковника.
После начала Первой мировой войны Жуковский был назначен командиром 314-го пехотного Новооскольского полка. Высочайшим приказом от 4 июля 1916 года он за отличия на фронте был награждён Георгиевским оружием.
С 5 апреля 1916 года Жуковский командовал 2-й бригадой 1-й пехотной дивизии и 8 ноября того же года был произведён в генерал-майоры. 18 мая 1917 года он получил в командование всю 1-ю пехотную дивизию.
В конце 1917 года, после окончательного развала фронта, Жуковский вернулся на родину и служил в Литовской армии. В 1918 году стал министром обороны Литвы, в начале 1919 года был начальником литовского Генерального штаба и 9 мая 1919 года был назначен Главнокомандующим армии Литвы, но этот пост занимал недолго, поскольку уже осенью того же года был уволен в отставку. Тем не менее в следующем году он вернулся на службу и снова был назначен литовским главнокомандующим. Но и на этот раз он продержался в этой должности около года и снова был уволен. 6 июня 1923 года Жуковский в последний раз был назначен главнокомандующим и продержался в этой должности до января 1928 года, когда окончательно вышел в отставку.
Скончался 26 ноября 1937 года в Каунасе.

## Чины и звания
Даты приведены по старому стилю.
- 30 июня 1881 — вступил в службу вольноопределяющимся
- 1887 — подпоручик (старшинство с 15 мая 1887)
- 1891 — поручик (старшинство с 15 мая 1891)
- 1896 — штабс-капитан (старшинство с 15 марта 1896)
- 1900 — капитан (старшинство с 6 мая 1900)
- 1908 — подполковник (старшинство с 26 февраля 1908)
- 1911 — полковник (старшинство с 6 декабря 1911)
- 8 ноября 1916 — генерал-майор

## Награды
- Императорский и Царский орден Святого Станислава II-й степени (1905),
- Императорский и Царский орден Святого Станислава III-й степени,
- Императорский орден Святой Анны II-й степени (1911),
- Императорский орден Святой Анны III-й степени (1899),
- Императорский орден Святой Анны IV-й степени,
- Императорский орден Святого Равноапостольного князя Владимира III-й степени с мечами,
- Императорский орден Святого Равноапостольного князя Владимира IV-й степени с мечами и бантом,
- Георгиевское оружие (1916).
- Крест Погони II-й степени (1919),
- Крест Погони I-й степени (1919),
- Военный орден Лачплесиса II-й степени (1926),
- Чехословацкий Военный крест 1918 года (1926),
- Орден Великого князя Литовского Гядиминаса I-й степени (1927),
- Орден Креста Погони I-й степени (1927),
- Медаль добровольцев создателей Войска литовского (1928),
- Медаль 10-летия войны за независимость Латвии (1929)